# Francisco Majewski
Francisco Majewski, vollständiger Name Francisco Majewski Madrak, (* 1. Mai 1939 in Montevideo; † 22. April 2012 in Cuernavaca, Morelos, Mexiko) war ein uruguayischer Fußballspieler.

## Karriere

### Verein
Defensivakteur Majewski, der später El Caballero del área genannt wurde, spielte in der Jugend bei Colombea, einer Mannschaft aus seinem Barrio. Als 15-jähriger, bereits 1,84 Meter groß gewachsener Jugendlicher schloss er sich dem Club Atlético Peñarol an. Er gehörte von 1958 bis 1960, nach anderen Quellen bis 1961, dem Kader Peñarols in der Primera División an. Zum Kern der Mannschaft zählte er bei den "Aurinegros" in den Jahren seiner Zugehörigkeit allerdings nicht. Er war lediglich die Rolle des Ersatzspielers für William Martínez ein. Sein Verein gewann in den Spielzeiten 1958, 1959, 1960 und 1961 jeweils die Uruguayische Meisterschaft. 1960 und 1961 sicherte sich sein Verein zudem den Titel bei der seinerzeit noch als Copa Campeones de América bezeichneten Copa Libertadores. Im Wettbewerb 1960 kam er im Finalhinspiel gegen den Club Olimpia als Einwechselspieler zum Einsatz. Im Rückspiel um den Weltpokal des Jahres 1960, den man letztlich dem Gegner Real Madrid überlassen musste, stellte ihn Trainer Roberto Scarone von Beginn an auf. Von 1961 bis 1962 war CF Atlante in Mexiko sein Arbeitgeber. Sein dortiger Trainer war Jorge Marik. Ab der Saison 1963/64 bis in die Spielzeit 1970/71 stand er bei Necaxa unter Vertrag. Die Statistik weist in diesem Zeitraum insgesamt vier erzielte Tore für ihn aus. Bei Necaxa bildete er mit Carlos Albert eines der bedeutendsten Verteidigerpaare der mexikanischen Liga.

### Nationalmannschaft
Er gehörte auch einer Jugendauswahlmannschaft bei der Südamerikameisterschaft in Caracas an.

### Erfolge
- Copa Campeones de América: 1960
- Uruguayischer Meister: 1958, 1959, 1960, (1961 ?)
- Mexikanischer Pokalsieger: 1966